# Isaac de l’Ostal de Saint-Martin
Isaac de l’Ostal de Saint-Martin (* ca. 1629; † 14. April 1696 in Batavia, heute Jakarta) brachte es in militärischen Diensten der Niederländischen Ostindien-Kompanie (VOC) zum Rat von Indien (Raad van Indië) und hinterließ seinen Namen auch als Förderer der Botanik und früher europäischer Sammler von malaiischen Texten.

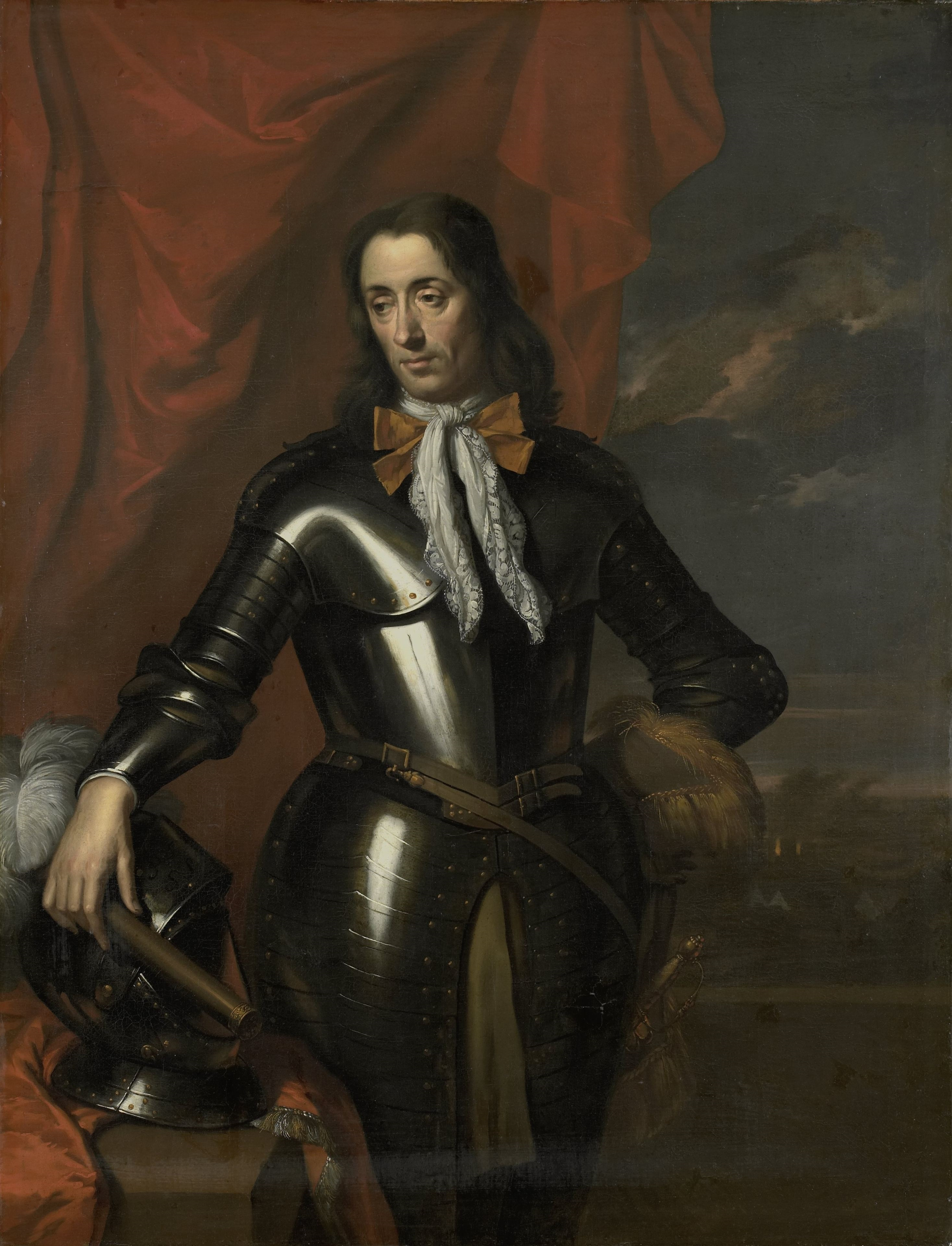
Isaac de l’Ostal de Saint-Martin. Dem Maler Jan de Baen zugeschriebenes Porträt.

## Leben
Die Wurzeln der Familie Saint-Martin liegen in Béarn, einer alten französischen Provinz am Fuß der Pyrenäen. Isaacs Kindheit und Jugend sind noch nicht aufgeklärt. 1657 ließ er sich bei der Niederländischen Ostindien-Kompanie einstellen und zog als Fähnrich mit Jo(h)an Bax van Herenthals (ca. 1637–1678) und Hendrik Adriaan van Rheede tot Draakenstein nach Batavia, dem Hauptstützpunkt der Kompanie in Ostasien. Allen dreien war die adelige Herkunft gemeinsam, sie teilten einige Etappen ihres späteren Lebenswegs in Ostindien und machten eine beachtliche Karriere. Van Rheede brachte es zum Kommandeur der Malabarküste, Joan Bax wurde zuletzt Gouverneur der Niederlassung am Kap der Guten Hoffnung.
Saint-Martin wurde zunächst auf der Insel Ceylon (heute Sri Lanka) eingesetzt, wo sich die Ostindien-Kompanie gegen die Portugiesen durchgesetzt und weite Teile der Küstenregion unter ihre Kontrolle gebracht hatte. 1662 ist er Leutnant in Batavia. Ab 1663 diente er zusammen mit van Rheede in Cochin (heute Kochi) an der Malabarküste („Pfefferküste“), die ebenfalls für geraume Zeit im niederländischen Einflussbereich lag, bevor die Engländer zur dominierenden Macht aufstiegen. 1664 finden wir in als provisorischen Kapitän (provisioneel kapitein) in Colombo (Ceylon). Als 1672 der Niederländisch-Französische Krieg ausbrach, ging er im November nach Batavia und wurde dem Berliner Christian Pohlman (in Dokumenten der VOC Poleman, Poolman) in der Festung (kasteel) unterstellt. Im Sommer 1676 trug er dazu bei, einen Konflikt zwischen den Einwohnern von Jappara (Zentral-Java) und dem Sultan von Bantam (heute Provinz Banten) zu lösen. An diesem Unternehmen nahm der Württemberger Soldat Christoph Schweitzer teil, der davon ausführlich in seinem Reisebuch berichtet.
In den Jahren 1677 bis 79 nahm Saint-Martin an den Kämpfen um das Sultanat Mataram teil, bei denen die Niederländer halfen, den Aufstand von Raden Trunojoyo niederzuschlagen. Dieser hatte 1674 Madura an sich gerissen und war gegen Mataram gezogen. Als die gesamte Nordküste Javas in seiner Hand war, bat Amangkurat II., der in die Enge getriebene junge König von Mataram, die Niederländer um Hilfe. Ende Dezember 1679 wurde Trunojoyo gefangen und Amangkurat II. übergeben, der ihn kurz darauf exekutieren ließ. Saint-Martins Einsatz bei diesem gewinnbringenden Unternehmen brachte ihm am 8. November 1679 die Beförderung zum Sergeant-Major ein, dem höchsten militärischen Rang der Ostindien-Kompanie. Die Kompanie wiederum erhielt ein großes Gebiet in West-Java, dazu das Monopol über den Import von Textilien und Opium, den Export von Zucker aus Zentral-Java, das Vorkaufsrecht für Reis in Java und später gar das Recht, Zölle in den Häfen Nord-Javas zu erheben.

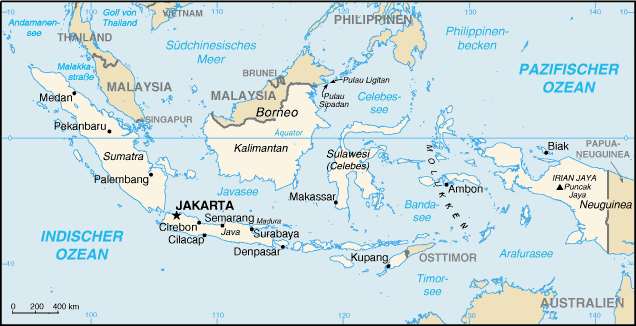
Die Inselwelt Indonesiens

1680 zog Saint-Martin zur Gewürzinsel Ternate, wo der seit 1675 regierende Sultan Kaicil Sibori Amsterdam eine Rebellion gegen die Niederländer rebellierte. Nach seiner Niederlage wurde der Sultan zum Fort Oranje und dann nach Batavia überführt. Hier musste er einen Vertrag unterzeichnen, in dem er das Sultanat unter die Schirmherrschaft der Ostindien-Kompanie stellte.
1682 wurde Saint-Martin ein weiterer Einsatz im Sultanat Bantam aufgetragen. 1619 hatten die Niederländer nach einem Konflikt im Pfefferhandel den zu Bantam gehörenden Hafen Jakarta in Besitz genommen und dort ihren Stützpunkt Batavia errichtet. Die unmittelbare Nachbarschaft und die ökonomisch-politischen Rivalitäten führten auch in den folgenden Dekaden wiederholt zu Interventionen der Kompanie. Anfang der achtziger Jahre brachen Streitigkeiten zwischen Sultan Ageng Tirtayasa und dessen Sohn und Mitregent Haji/Hadji (Abu Nasr Abdul Kahhar) aus. Während der Vater einen freien Handel mit allen europäischen Mächten anstrebte, suchte der Sohn eine engere Bindung an die Niederländer. Als Ageng 1680 der Kompanie den Krieg erklärte, stellte sich Haji gegen ihn, vermochte aber nicht, die muslimische Elite auf seine Seite zu ziehen. Die um Beistand gerufenen Niederländer griffen erst nach einer Reihe von Zusagen ein. Mit 12 Schiffe und einem Trupp deutscher Soldaten zog Saint-Martin zu der Hafenstadt, in der es seinerzeit einen englischen Stützpunkt gab. Es gelang ihnen neun  inländische Schiffe und zwei  Englische Schiffe zu meistern. Er erreichte den Abzug der Engländer nach Bengkulu und Haji bestieg den Thron. Dies brachte der Kompanie die Kontrolle über Cirebon, die Priangan Region und das Handelsmonopol mit Bantam. Der Niedergang des Sultanats wurde 1769 von Onno Zwier van Haren unter dem Titel Agon, Sulthan van Bantam, treurspel in 5 bedrijven theatralisch verarbeitet. Saint-Martin spielt als „Generaal van de Nederlandsche Krygsmacht“ in diesem Trauerspiel eine tragende Rolle.
Solche Feldzüge waren kein Zuckerschlecken und für die Kompanie durchaus riskant. Der Ulmer Chirurg Christoph Frick war in Bantam dabei und schildert in seinem Reisebuch das Gemetzel auf über fünfzig Seiten. General-Major „Schamartin“ wird als mutiger Feldherr beschrieben, der sich auch durch Verwundungen kaum bremsen ließ:
„Mein Herr General war darbey bald vornen, bald hinten, mit einem blossen Säbel in der Hand, und frischete hierdurch die gesamte Soldatesca zur neuen Tapfferkeit an, rannte als ein Pfeil bald hier, bald dorthin, so, daß ihm keiner von uns nachfolgen kunte; Inzwischen aber wurden ihm 2 Finger auß der rechten Hand entzwey geschossen, da er dann, wider Willen beyseits muste, daß ich ihm nur eine Ligatur und Blutstillung applicieren kunte.“
Ungeachtet der Erfolge gab es in Batavia Kritik an Saint-Martins Vorgehen, denn er hatte sich mitten in diesem Konflikt mit einem Kapitän Jonker überworfen und versuchte, als die Kämpfe vorüber waren, seine Vorgesetzten zur Ausweisung Jonkers zu überreden, worauf dieser rebellierte und mit Waffengewalt zur Ruhe gebracht werden musste. Diese Vorgänge trugen wahrscheinlich dazu bei, dass Saint-Martin 1683 mit der sogenannten Retourflotte nach Europa segelte. Van Rheede war bereits 1678 in die Niederlande zurückgekehrt und nahm Saint-Martin in sein Haus in Utrecht auf. Das Direktorium der ‚Siebzehn Herren’ (Heeren XVII) in den Niederlanden war von diesem fähigen Truppenkommandeur jedoch angetan und überzeugte ihn im Juni 1684, erneute seinen alten Posten und einen Sitz im Rat von Indien anzunehmen. Auch van Rheede entschloss sich nach überaus verlockenden Offerten zum erneuten Eintritt in die Dienste der VOC. Beide brachen auf dem Schiff Bantam am 24. Dezember auf und erreichten im April des folgenden Jahres das Kap der Guten Hoffnung.
Diverse Probleme und Konflikte veranlassten van Rheede als Repräsentant der Siebzehn Herren zu einer mehrmonatigen Inspektion der Kapkolonie, an der auch Saint-Martin beteiligt wurde. Sein Beitrag zum Weinbau führte dazu, dass ein Tal im Norden des heutigen Piketbergs seinen Namen führt.
1688 wurde Saint-Martin von seinem Sitz im Rat von Indien entschlagen, im folgenden Jahr jedoch zusammen mit Joan van Hoorn erneut ernannt. In diesem Amt hatte er engen Kontakt u. a. mit Japankennern wie Johannes Camphuys und Willem van Outhoorn. Ende 1690 zog er als Repräsentant der Kompanie nach Banten, um dem Thronantritt von Sultan Zain al-Abedin beizuwohnen. Die viereinhalb Monate dauernde Unternehmung (20. Dezember 1690–14. Mai 1691) ist in einem Bericht von 358 Seiten überliefert.

## Naturkundliche Interessen
Stimuliert durch die Forschungen des Betreibers der Kompanie-Apotheken in Batavia, Andreas Cleyer, leistete van Rheede mit der von ihm sowie Johannes Caesar und Arnoldus Syen vorangetriebenen Erkundung der Flora der Malabarküste und der Publikation des Hortus Indicus Malabaricus (1678–1693) einen historischen Beitrag. In Ambon unterstützte Saint-Martin über Jahre hinweg Georg Eberhard Rumpf (Rumphius) aus Wölfersheim (Hanau), der ungeachtet harter Schicksalsschläge bis hin zur Erblindung seine naturkundliche Erforschung der Region fortsetzte und schließlich ein bahnbrechendes Werk abschließen konnte. Zudem schickte er allerlei Pflanzen für den Botanischen Garten (Hortus Botanicus) nach Amsterdam.
Saint-Martin brachte es zum Großgrundbesitz. Zu dem japanischen Pavillon, der auf seinem Landgut in der Gegend Weltevreden (Wohlzufrieden) stand, hatte ihn vermutlich Camphuys stimuliert, der nach mehreren Jahren als Leiter der VOC-Handelsniederlassung in Japan ein Teehäuschen bauen ließ und einmal wöchentlich mit Essstäbchen japanische Speisen zu sich nahm.
1689 lernte Saint-Martin den Arzt und Naturalisten Engelbert Kaempfer kennen, der auf Anregung von Camphuys, Cleyer, Outhoorn und anderen wissbegierigen Persönlichkeiten Batavias im Begriff war, nach Japan zu ziehen, um Land und Leute, ganz besonders aber die Pflanzenwelt zu erkunden. Kaempfers Beschreibung der persischen Dattelpalme ging über Saint-Martin zu van Rheede. Während seiner Rückreise nach Europa schickte Kaempfer dann an Saint-Martin einen Brief, aus dem ersichtlich ist, das dieser ihn beauftragt hatte, eine Karte des Reisewegs von Nagasaki nach Edo (heute Tokyo), eine Abhandlung über die Herstellung des Papiers in Japan und eine Beschreibung der Pflanze, die den Rohstoff liefert, anzufertigen.
Der bewegliche Nachlass von Saint-Martin, der 1696 unverheiratet starb und ohne Nachkommen war, ging an seinen Bruder Gratian, einen Advokaten in Oloron. Der Landbesitz wurde verkauft und von Joan van Hoorn übernommen. Das Nachlassverzeichnis verrät weitgespannte Interessen und Fähigkeiten. Als Militärfachmann sammelte er natürlich allerlei Waffen. Aber man fand auch Muscheln und Schnecken von Ambon in großer Zahl samt einem Verzeichnis. So manches Exemplar hatte er wohl während seiner Jahre auf der Insel gesammelt oder von Rumpf erhalten. Da er drei Mikroskope besaß, dürfte er auch diverse Beobachtungen gemacht haben. Der Gebrauch des Quadranten und zweier Astrolabien setzen astronomische und messtechnische Kenntnisse voraus.

## Sprach- und Landeskenntnisse
Noch eindrucksvoller war der Inhalt von sechs Kisten mit Büchern in hebräischer, griechischer, lateinischer, niederländischer und französischer Sprache, die der Arzt und Theologe Dr. Melchior Leijdecker (1645–1701) registrierte: 286 Folianten, 428 Bände im Quartformat, 323 Oktavbücher und 510 im Duodecimo-Format. Dazu kamen 89 arabische, persische, malaiischer, javanesische und macassarische, 5 singhalesische und malabarische sowie weitere portugiesische Bücher und Handschriften. Unter den malaiischen Texten gab es Romane, religiöse Schriften, Chroniken und Historien. Einige der Schriften stammen aus dem Besitz des Kaufmanns und studierten Orientalisten Herbert de Jager (1634–1694), der mit Saint-Martin das Interesse an einheimischen Sprachen teilte, aber etwas früher verstorben war. Diese Materialien verblieben bei der Kompanie, denn einer Resolution von 1691 zufolge sollte der Theologe Dr. Melchior Leijdecker ein Wörterbuch der malaiischen Sprache kompilieren und eine Bibelübersetzung herstellen. Was er dann auch mit großem Erfolg tat.
Wer eine solche Bibliothek besaß, war sprachlich entsprechend beschlagen. In Beschluss-Papieren (resolutien) des Generalgouvernements finden sich wiederholt Bemerkungen zu Sant-Martins ‚perfekten Sprachkenntnissen und gutem Umgang mit dieser Nation’ (gemeint ist die einheimische). Seine Sprachkundigkeit schloss das ‚Lesen und Schreiben’ ein. Dies dürfte auch erklären, warum er diplomatische Missionen wie die von 1690/91 anführte. Von der einschlägigen Forschung wird Saint-Martin weithin als erster Europäer gewürdigt, der eine Sammlung malaiischer Texte anlegte.

## Primärquellen
- Christoff Frikens Ost-Indianische Räysen und Krieges-Dienste/ Oder eine Außführliche Beschreibung/ was sich Zeit solcher/ nemlich von A. 1680. biß A. 1685. so zur See/ als zu Land/ in offentlichen Treffen und Scharmützeln/ in Belagerungen/ Stürmen und Eroberungen der Heydnischen Plätze und Städte/ in Marchiren und Quartieren/ mit ihme und seinen beygefügten Cameraden hin und wieder begeben. Ulm: Wagner, 1692
- Engelbert Kaempfer, Briefe 1683-1715. Herausgegeben von Detlef Haberland. München: Iudicium, 2001.
- Sammlung 112 Briefen an Isaac de Saint Martin. Gehütet im Koninklijk Instituut voor Taal-, Land- en Volkenkunde, Leiden.
- Generale missiven van Gouverneurs-generaal en raden aan Heren XVII der Verenigde Oostindische Compagnie (uitgegeben door W. Ph. Coolhaas). Deel 3, 1655–1674, ’s-Gravenhage: M. Nijhoff, 1968.
- Generale missiven van Gouverneurs-generaal en raden aan Heren XVII der Verenigde Oostindische Compagnie (uitgegeben door W. Ph. Coolhaas). Deel 5, 1686–1697, ’s-Gravenhage: M. Nijhoff, 1975.
- Schweitzer, Christoph: Reise nach Java und Ceylon 1675 - 1682. Tübingen, 1682 [S.P. L’Honore Naber (Hrsg.): Reisebeschreibungen von Deutschen Beamten und Kriegsleuten im Dienst der Niederländischen West- und Ost-Indischen Kompagnien 1602 - 1797. Band XI, Haag, 1931.]